# Joakim Berg
Herbert Joakim "Jocke" Berg (ur. 16 marca 1970 w Eskilstunie) – szwedzki muzyk, autor tekstów i piosenek, a także producent muzyczny. Trzykrotny laureat nagrody szwedzkiego przemysłu fonograficznego Grammis.
Jocke jest głównym autorem tekstów, wokalistą i gitarzystą szwedzkiego zespołu rockowego Kent. Berg pisze także piosenki dla Titiyo, Lisy Miskovsky oraz Freddiego Wadlinga. Jest współautorem przeboju Come Along z 2001 roku.
Wraz z Peterem Svenssonem (The Cardigans) tworzy solowy projekt o nazwie Paus.
Joakim w 1993 r. przeprowadził się do Sztokholmu, gdzie wciąż mieszka ze swoją partnerką Tanją Määttä. Tanja i Jocke mają dwóch synów: Alvina Charliego (ur. 2003) i Sixtena (ur. 2007).
Jego młodszy brat, Adam jest reżyserem kilkunastu teledysków Kent.

## Dyskografia
Single
| "Nåt för dem som väntar"              | 2008 | 14 |
| "Det Känns Perfekt"                   | 2011 | —  |
| "Innan vi faller" (oraz Lisa Nilsson) | 2015 | —  |
| "—" singel nie był notowany.          |      |    |

## Nagrody i wyróżnienia
| Rok  | Kategoria            | Tytułem                      | Nagroda | Nota      | Źródło |
| ---- | -------------------- | ---------------------------- | ------- | --------- | ------ |
| 1997 | Årets textförfattare | Joakim Berg                  | Grammis | Nominacja | [ 5 ]  |
| 1998 | Årets textförfattare | Joakim Berg                  | Grammis | Nominacja | [ 6 ]  |
| 2003 | Årets textförfattare | Joakim Berg                  | Grammis | Laur      | [ 7 ]  |
| 2003 | Årets kompositör     | Joakim Berg                  | Grammis | Laur      | [ 8 ]  |
| 2004 | Årets kompositör     | Joakim Berg                  | Grammis | Nominacja | [ 9 ]  |
| 2004 | Årets producent      | Joakim Berg                  | Grammis | Laur      | [ 10 ] |
| 2006 | Årets textförfattare | Du & jag döden               | Grammis | Nominacja | [ 11 ] |
| 2006 | Årets kompositör     | Du & jag döden               | Grammis | Nominacja | [ 12 ] |
| 2007 | Årets producent      | Changes                      | Grammis | Nominacja | [ 13 ] |
| 2008 | Årets kompositör     | Tillbaka till samtiden       | Grammis | Nominacja | [ 14 ] |
| 2008 | Årets textförfattare | Tillbaka till samtiden       | Grammis | Nominacja | [ 15 ] |
| 2010 | Årets textförfattare | Röd                          | Grammis | Nominacja | [ 16 ] |
| 2015 | Årets textförfattare | Jag är inte rädd för mörkret | Grammis | Nominacja | [ 17 ] |